# Juszki (stacja kolejowa)
Juszki (biał. Юшкі, ros. Юшки) – stacja kolejowa w pobliżu miejscowości Juszki, w rejonie kalinkowickim, w obwodzie homelskim, na Białorusi. Położona jest na linii Żłobin - Mozyrz - Korosteń.